# Stenomesius elegantulus
Stenomesius elegantulus är en stekelart som först beskrevs av Jean Risbec 1951.  Stenomesius elegantulus ingår i släktet Stenomesius och familjen finglanssteklar. Inga underarter finns listade i Catalogue of Life.